# Gare de Cintegabelle
La gare de Cintegabelle est une gare ferroviaire française de la ligne de Portet-Saint-Simon à Puigcerda (frontière), située sur le territoire de la commune de Cintegabelle, dans le département de la Haute-Garonne en région Occitanie.
Elle est mise en service en 1861 par la Compagnie des chemins de fer du Midi et du Canal latéral à la Garonne. C'est une halte ferroviaire de la Société nationale des chemins de fer français (SNCF) desservie, par des trains régionaux TER Occitanie.

## Situation ferroviaire
Établie à 204 m d'altitude, la gare de Cintegabelle est située au point kilométrique (PK) 39,843 de la ligne de Portet-Saint-Simon à Puigcerda (frontière), entre les gares d'Auterive et de Saverdun.
La gare dépend de la région ferroviaire de Toulouse. Elle est équipée d'un unique quai, d'une longueur utile de 205 m.

## Histoire
La station de Cintegabelle est mise en service le 19 octobre 1861 par la Compagnie des chemins de fer du Midi et du Canal latéral à la Garonne lorsqu'elle ouvre la section de Toulouse à Pamiers. La station est édifiée, à 40 kilomètres de Toulouse, a environ 1 km de la ville de l'ex chef-lieu de canton. Un pont permet le franchissement de l'Ariège qui sépare le centre ville de la gare.
En 2014, selon les estimations de la SNCF, la fréquentation annuelle de la gare était de 99 232 voyageurs.

## Fréquentation
De 2015 à 2022, selon les estimations de la SNCF, la fréquentation annuelle de la gare s'élève aux nombres indiqués dans le tableau ci-dessous :
| Année                      | 2015    | 2016    | 2017    | 2018   | 2019    | 2020   | 2021   | 2022    | 2023    |
| -------------------------- | ------- | ------- | ------- | ------ | ------- | ------ | ------ | ------- | ------- |
| Voyageurs seuls            | 98 714  | 98 862  | 104 090 | 78 473 | 81 773  | 57 628 | 73 749 | 92 394  | 107 761 |
| Voyageurs et non voyageurs | 123 392 | 123 578 | 130 112 | 98 091 | 102 217 | 72 035 | 92 186 | 115 493 | 107 761 |

## Service des voyageurs

### Accueil
La gare de Cintegabelle est un point d'arrêt non géré (PANG) à entrée libre.

### Desserte
Cintegabelle est desservie par des trains TER Occitanie qui effectuent des missions entre les gares de Toulouse-Matabiau et de Pamiers, ou de Foix, d'Ax-les-Thermes, de Latour-de-Carol - Enveitg.

### Intermodalité
Un parking pour les véhicules est aménagé. La gare est également desservie par des bus.